# Telluride Film Festival
Telluride Film Festival är en filmfestival som arrangeras i Telluride i Colorado i USA första helgen i september varje år sedan 1974.
Till skillnad från andra filmfestivaler är inte programmet utlyst i förväg, och inga filmpriser delas ut.